# Delray Beach WCT 1983
Il Delray Beach WCT 1983 è stato un torneo di tennis giocato sulla terra rossa. È stata la 2ª edizione del torneo che fa parte del World Championship Tennis 1983. Si è giocato a Delray Beach negli Stati Uniti dal 21 al 27 febbraio 1983.

## Campioni

### Singolare maschile
Guillermo Vilas ha battuto in finale  Pavel Složil con il punteggio di 6–1, 6–4, 6–0

### Doppio maschile
Pavel Složil /  Tomáš Šmíd hanno battuto in finale  Anand Amritraj /  Johan Kriek con il punteggio di 7–6, 6–4